# Edenílson
Edenílson Andrade dos Santos (Porto Alegre, 18 december 1989) is een Braziliaans voetballer. Hij verruilde in 2014 SC Corinthians voor Udinese. Hij kan op diverse posities spelen.

## Clubcarrière
Edenílson verruilde in 2011 Caxias voor SC Corinthians. Voor die club speelde hij in totaal 82 wedstrijden. In 2014 maakte de Braziliaan de overstap naar Udinese. Die club verhuurde hem tijdens het seizoen 2014/15 aan reeksgenoot Genoa CFC. Op 31 augustus 2014 debuteerde Edenílson op de openingsspeeldag van het seizoen 2014/15 in de Serie A, tegen SSC Napoli. Hij speelde de volledige wedstrijd, die Genoa in de blessuretijd verloor door een doelpunt van Jonathan de Guzman.